# Киселёв, Геннадий Николаевич
Геннадий Николаевич Киселёв (4 октября 1936, Павловск Павловского района Алтайского края) — советский деятель, 2-й секретарь ЦК КП Киргизской ССР, 1-й секретарь Чукотского окружного комитета КПСС Магаданской области. Член Бюро ЦК КП Киргизской ССР в 1985—1989 годах. Кандидат в члены ЦК КПСС в 1986—1990 годах. Депутат Верховного Совета СССР[где?] 11-го созыва[откуда?]. Народный депутат СССР от Джалал-Абадского национально-территориального избирательного округа № 327 Киргизской ССР в 1989—1991 годах. Кандидат экономических наук (1981).

## Биография
В 1959 году окончил Томский политехнический институт.
В 1959—1960 годах — мастер механического цеха Усть-Магаданский рыбокомбината Магаданской области.
В 1960—1961 годах — 2-й секретарь Магаданского городского комитета ВЛКСМ.
Член КПСС с 1961 года.
В 1961—1965 годах — 2-й секретарь Магаданского областного комитета ВЛКСМ. В 1965—1969 годах — 1-й секретарь Магаданского областного комитета ВЛКСМ.
В 1969—1972 годах — заведующий сектором, заместитель заведующего отделом ЦК ВЛКСМ.
В 1972 — феврале 1975 года — 1-й секретарь Чукотского окружного комитета КПСС Магаданской области.
В 1975—1978 годах — секретарь Магаданского областного комитета КПСС.
В 1976 году окончил заочную Хабаровскую высшую партийную школу при ЦК КПСС.
В 1978—1981 годах — аспирант Академии общественных наук при ЦК КПСС.
В 1980—1985 годах — секретарь Магаданского областного комитета КПСС.
В 1985 году — инспектор ЦК КПСС.
13 декабря 1985 — 28 июля 1989 — 2-й секретарь ЦК КП Киргизской ССР.
В 1989—1991 годах — председатель комиссии Совета Национальностей Верховного Совета СССР по товарам народного потребления, торговли, коммунально-бытовым и другим услугам населения.

## Награды и звания
- два ордена Трудового Красного Знамени
- орден «Знак Почета»
- медали